# Манджерон, Димитрие
Димитрие (Думитру) Иоан Манджерон (рум. Dimitrie Mangeron; 28 (15) ноября 1906, Кишинёв, Бессарабская губерния, Российская империя — 27 февраля 1991, Яссы, Румыния) — румынский математик и механик, педагог, профессор (с 1941), доктор наук. Член-корреспондент Румынской академии (1990).

## Биография
Сын бессарабского железнодорожника. Окончил Унгенскую школу, затем в 1930 году — математический факультет Ясского университета, где был оставлен работать, сначала ассистентом, затем руководителем проектов, преподавателем и профессором. В 1932 году получил докторскую степень по математике в Неаполитанском университете под руководством итальянского математика Мауро Пиконе.
В 1942—1944 годах работал на кафедре математики Черновицкого университета.
В послевоенные годы — заведующий кафедрой математики в Ясском политехническом институтею

## Научная деятельность
Работы в различных областях математического анализа, теории интегро-дифференциальных уравнений, математической физики, общей механики. Развил матрично-тензорный метод в применении к теории механизмов, графо-аналитический метод в теории пространственных механизмов.
Автор более 600 публикаций, нескольких монографий и курсов в области механики, нашедших применение в Робототехнике.
Создал в Яссах математическую школу теории механизмов.
Член более 25 научных обществ мира в 1970-х годах, в том числе Всемирной ассоциации астронавтики.

## Избранные публикации
- Mecanica rigidului (в соавт., București, 3 vol., 1978-1980-1981)
- Sopra un problema al contorno per un’equazione differenziale non lineare alle derivate parziali di quarto ordine con le caratteristiche reali doppie. Rendiconti Accad. d. L. Roma (6) 16, 305—310, 1932
- Sur certains problemes а la frontière pour une classe d’equations aux dérivées partielles d’ordre superieure. C.R. Acad. Sci., Paris, 204, 94-96.
- Corespondență cu tangenta isoclină . I, II. Gaz. mat., București, 47, 208—212, 257—261. 1942
- Über Beziehungen zwischen Lösungen partieller Differentialgleichungen unterschiedlicher Typen und über gewisse neue Funktionenklassen bezüglich polyvibrierender Gleichungen. . Math. Notae 21(1968/69), 95-103 (1970).
- Дифференциальные системы генерирующие классы функций и их приложения. Mem. Sect. Stiint., Ser. IV 12, No.1, 25-41 (в соавт., 1989/1991).
- Symmetrical branched systems vibrations. (English) Mem. Sect. Stiint., Ser. IV 12, No.1, 43-57 (в соавт., 1989/1991).
- О приведенных ускорениях любого порядка и некоторых их экстремальных свойствах. Докл. АН СССР (1957)
- К общей теории приведенных ускорений в тангенциальных координатах (в соавт., 1962)
- Математические системы сложных структур. О решении некоторых классов линейных и нелинейных функционально-интегральных уравнений. Докл. АН СССР (в соавт., 1971)
- Математические системы сложных структур. О решении некоторого класса линейных функциональных интегро-дифференциальных уравнений. Докл. АН СССР (в соавт., 1971)
- Системы полиномов многих переменных — частные решения некоторого класса линейных самосопряженных поливолновых уравнений. Докл. АН СССР (в соавт., 1972)
- К построению систем поливолновых полиномов. Докл. АН СССР (в соавт., 1973).